# شوگر هیل
شوگر هیل (به انگلیسی: Sugar Hill) یک فیلم جنایی آمریکایی محصول سال ۱۹۹۴ به کارگردانی لئون ایچاسو با بازی وسلی اسنایپس و مایکل رایت همراه است. این فیلم روی دو برادر که فروشنده‌های عمده مواد مخدر در شهر نیویورک در محله هارلم هستند، متمرکز است.

## بازیگران
- وسلی اسنایپس … روملو اسکوگز[۱]
- مایکل رایت … رایاناتان اسکوگز[۲]
- کلارنس ویلیامز سوم … آرتور روملو
- تریسا رندل … ملیسا
- ایب ویگودا … گوس مولینو
- ارنی هادسون … لولی جوناس
- استیو هریس … ریچی گاگول
- دونالد فایسون … کیمی
- جو دالساندرو … تونی آدامو
- لزلی اوگامس … دوریس هالی
- واندی کرتیس-هال … مارک دبی
- کندی الکساندر
- دون نیکسون